# 花蓮地震 (2022年)
花蓮地震（かれんじしん）は、2022年3月23日1時41分38秒（UTC+8）に台湾東部沖で発生した地震である。

## 概要
震央は花蓮県花蓮市から南へ65km地点で、震源の深さは24.0km、地震の規模を示すマグニチュードは6.7と推定されている。この地震で震源近くの台東県、花蓮県において大きな揺れを観測したほか首都台北でも揺れを感じた。また、台湾に近い八重山列島の一部でも揺れを観測した。

## 震度

### 台湾
中央気象局によると、震源近くの台東県長浜郷にて最大震度6弱（中央気象局震度階級）を観測した。また台湾本島全域で震度2級以上を観測している。首都の台北では震度2級を観測した。
震度5弱以上を観測した地点は次の通り。
| 震度 | 県     | 観測地点       |
| ---- | ------ | -------------- |
| 6弱  | 台東県 | 長浜郷         |
| 5強  | 台東県 | 成功鎮         |
| 5強  | 花蓮県 | 玉里鎮         |
| 5弱  | 台東県 | 池上郷、東河郷 |
| 5弱  | 花蓮県 | 富里郷         |

### 日本
日本でも沖縄県の石垣市、与那国町で震度2を観測したほか、宮古島市と竹富町、多良間村で震度1を観測した。
日本における最大震度を観測した地点は次の通り。
| 震度 | 都道府県 | 観測地点                                                |
| ---- | -------- | ------------------------------------------------------- |
| 2    | 沖縄県   | 石垣市平久保 与那国町祖納、与那国町久部良、与那国町役場 |

## 被害

### 人的被害
台東県において割れたガラスで女性1人が負傷した。

### 物的被害
台東県において10t以上の岩が道路に落下するなど各所で落石が発生し、一部の道路が通行できなくなるなどの被害が出た。また、多くの住宅で水道管が破裂し漏水が発生した。花蓮県においては、建設中の橋桁が落下するなどの被害が確認された。

## 津波予報
津波は発生しなかったが、地震発災直後の3時26分（日本時間）には被害の心配はないものの若干の海面変動が予想されるとして、気象庁によって津波予報が発表されていた。

### 発表された情報
津波予報（若干の海面変動）宮古島・八重山地方　0.2m未満